# Калишский мир
Ка́лишский трактат (пол. Pokój kaliski) — мирный договор между Королевством Польским и Тевтонским орденом, подписанный 8 июля 1343 года  в Калише и официально завершивший польско-тевтонскую войну 1326—1332 годов. 
По условиям договора Куявия и Добжиньская земля возвращались Польше. Взамен Казимир III (король Польши) навсегда отказывался от претензий на Померелию, а также официально признавал право Ордена на неё, на Хелминскую (Кульмерланд) и Михаловскую земли.

## Переговоры
Мир был выгоден польской стороне, так как предполагал территориальные уступки в её пользу, однако Орден отказался добровольно расстаться с Хелминской и Михаловской землями, а также с Восточным Поморьем, хотя в 1339 году на варшавском процессе папский третейский суд признал, что эти земли должны принадлежать Польше. Между тем папа Бенедикт XII не поддержал решение суда, настаивая на необходимости повторного разбирательства.
Преемник Бенедикта Климент VI был сторонником Ордена. В этих условиях польскому королю пришлось решать: или продолжать борьбу с крестоносцами, или пойти на подписание мира. Казимир выбрал мир, так как Орден был на пике могущества, и исход войны с ним наверняка не был бы счастливым для Польши.  
Как результат подписания договора Казимир лишился титула князя Поморского как в официальной титулатуре, так и на печатях. Договор признавал факт прошлого владения короля польского Поморьем, землями Хелминской и Михаловской, кроме того, Казимир не передавал права владения крестоносцам, а просто отказывался от всех прав на эти земли. Уже в самом требовании Ордена отречения короля от прав на Поморье заключалось признание существования этих прав. Успехом польской дипломатии был и тот факт, что в конечном тексте договора не было выработанной на вышеградском процессе 1335 года формулы «вечное пожалование Ордену».